# Кирстен, Вульф
Вульф Кирстен (нем. Wulf Kirsten, 21 июня 1934[…], Клипхаузен, Саксония — 14 декабря 2022, Бад-Берка, Тюрингия) — немецкий писатель.

## Биография
Родился в семье каменщика. Детство и юность Вульф провёл в родном городе Клипхаузене, недалеко от Дрездена. После завершения коммерческого обучения, работал бухгалтером, клерком и строителем.
В 1960 году Кирстен сдал экзамены на аттестат зрелости на Лейпцигском рабоче-фермерском факультете, а в 1964 году получил квалификацию преподавателя немецкого и русского языков. Учёба характеризовалась, прежде всего, интенсивным занятием литературой (Кирстен регулярно посещал Национальную библиотеку). В это время он также работал внештатным сотрудником в коллективе, составляющем словарь верхнесаксонских диалектов (Саксонская академия наук в Лейпциге), для которого он использовал более тысячи документов, собранных на его родине. Во время учёбы делал первые серьёзные попытки писать научные статьи и публиковал их в литературных журналах и антологиях.
После окончания учёбы Кирстен некоторое время работала учителем. В 1965 году он стал редактором Aufbau Verlag в Веймаре, где проработал до 1987 года.
В период с 1969 по 1970 год он прошёл девятимесячный специальный курс в литературном институте им. Йоханнеса Р. Бехера в Лейпциге, где учился у Георга Маурера, который как наставник поэтов оказал влияние на целое поколение писателей ГДР. Кирстена в этой связи относят к так называемой саксонской поэтической школе. Он познакомился с поэтом Хайнцем Чеховски, также из Саксонии, дружба с которым продолжалась несколько лет.
Кирстен писал в основном стихи, но также и прозу. В период с 1968 по 1977 год вышло несколько томов его стихов, в 1984 году — том с двумя прозаическими текстами. Сборник die erbe bei Meißen (1986) включил большинство стихов, написанных между 1961 и 1982 годами, в хронологическом порядке. За эту публикацию Кирстен получил премию Питера Хюхеля в 1987 году и, таким образом, впервые был признан поэтом более широкой аудиторией в Западной Германии. В том же году он решил писать, продолжая при этом работать внештатным редактором и редактором.
Во время потрясений 1989/1990 Кирстен участвовал в New Forum Weimar. 3 октября 1991 года он провёл панегирик Эриху Кранцу в Немецком национальном театре в Веймаре, которому было присвоено почётное гражданство города от имени граждан Мирной революции в Веймаре. Кирстен был «гордо привержен гражданскому движению», однако вскоре ушёл из политики, разочаровавшись в ней.
Вульф Кирстен жил и работал в Веймаре. С 1992 по 2010 год его книги издавались Ammann Verlag в Цюрихе. С начала 1990-х годов Кирстена всё больше узнавали, он был признан важным современным немецким писателем, он получил большое количество наград и почестей. В 2019 году родной город Кирстена, Клиппхаузен, назвал в его честь семикилометровую пешеходную тропу «Вульф-Кирстен» с дизайнерскими досками для стихов.
Вульф Кирстен умер в 2022 году в возрасте 88 лет в больнице недалеко от Веймара.

## Творчество
В послесловии к своему первому крупному сборнику стихов «сацанфанг» (1970) молодой поэт Вульф Кирстен излагает свою поэтическую программу чуть менее чем на четырёх страницах. В своей поэзии он озабочен «более глубоким проникновением в природу, объективностью, направленной на чувственно-совершенную речь, многослойностью, с которой социальные и исторические отсылки входят в картину природы» — короче: «социальный взгляд на природу». Взгляд на традицию для этого столь же важен, как обращение к настоящему, эмоциональная близость так же важна, как и критическая дистанция. Хорошей моделью для этого является «сегмент управляемого мира» собственного ландшафта происхождения. «Я хочу поэтизировать (не романтизировать!) рабочий день локализованного сельскохозяйственного ландшафта, который может обозначать любой другой, грубым, „зернистым“ языком, который я нахожу подходящим для предмета. Незнакомый клочок земли должен быть представлен в поэтической речи, то есть восхвален».
В этом самом раннем автопоэтологическом тексте названы важнейшие направления и центральные мотивы творчества Кирстен, получившие дальнейшее развитие и дифференцирование на протяжении десятилетий. С самого начала выдающееся положение занимало обращение к ландшафту как к природе, над которой работал и изменял человек. Подобно Кито Лоренцу и Хайнцу Чеховски, Кирстен понималась литературной критикой ГДР как «пейзажист» (Адольф Эндлер), классификация, принятая западногерманской критикой.
Если взгляд на пейзаж в ранних стихах Кирстен иногда проявлялся как вера в прогресс, доверие к технологиям и восхищение человеческими достижениями, то в конце 1970-х годов он уступил место критическому взгляду. Все чаще обращаются к жестокости, дисбалансу и необратимости вмешательства человека в природу, и концентрация на том, что утрачено, становится все более и более очевидной центральной темой. Разрушение природы — лишь одно из следствий человеческой цивилизации, в основе которой лежат потери и забвение. Кирстен предпочитает обращаться к ландшафтам, местам, темам, людям или событиям, которые были маргинализированы, подавлены или забыты механизмами отбора культурной памяти. Он использовал грубый и неуправляемый язык, перемежающийся громоздкими и необычными диалектными или техническими терминами. Тенденция к номинальному стилю также способствует созданию впечатления сопротивления.
В дополнение к своим стихам Кирстен написал множество эссе и специализированных текстов в рамках своей работы в качестве редактора и издателя, а также хвалебные речи, приветственные речи и поэтологические тексты. Эссеистическая проза, наиболее важные тексты которой собраны в сборнике «Текстура» (1998), демонстрирует обширный образовательный опыт Кирстен в области истории литературы, а также имеет дело с литературными источниками и моделями, которыми он воспользовался как автор. Помимо эссе есть серия прозаических текстов, которые можно охарактеризовать как «полувымышленные». Они ускользают от четкой жанровой принадлежности и озаглавлены самим автором картиной городка, репортажем или деревенским детством. Битва при Кессельсдорфе (1984) связана с последним сражением, которое решило исход Второй Силезской войны в пользу Пруссии 15 декабря 1745 года. Клее Вунш (1984) наполовину иронично, наполовину нежно рисует картину маленького провинциального городка в Саксонии в предмартовский период и революцию 1848 года. Кирстен оценила многочисленные исторические источники обоих текстов. Книга Die Prinzessinnen im Krautgarten, изданная в 2000 году, — это часть военной и послевоенной истории, которую я испытал на себе. Он содержит одиннадцать автобиографических текстов, в произвольном хронологическом порядке относящихся к эпизодам из детских лет Кирстен.
Кирстен сделал себе имя как редактор, самое позднее, благодаря трёхтомным рассказам на немецком языке (1981, вместе с Конрадом Паулем). В 1997 году была запущена «Библиотека Тюрингии» (позже «Edition Muschelkalk»), серия, в которой известные авторы публиковались вместе с молодыми, подающими надежды тюрингскими авторами. В 2002 году вместе со своим сыном Холмом Кирстеном Кирстен подарил Бухенвальдскую книгу для чтения с текстами бывших узников концлагерей (включая Ойгена Когона, Эрнста Вихерта, Бруно Хейлига, Бруно Беттельхейма, Роберта Антельме, Хорхе Семпруна, Х. Г. Адлера, Эли Визеля, Имре Кертес, Иван Иванжи и Фред Вандер) выбыли. В 2010 году, после 23 лет подготовительной работы, Ammann Verlag опубликовал антологию поэзии, которая изначально планировалась и готовилась как аналог немецкоязычных повествований. Стихи на немецком языке от Ницше до Целана.